# Список прем'єр-міністрів Данії
У статті подано список осіб, які обіймали пост глави уряду Данії.

## Великі канцлери (1699–1730)
| Великі канцлери короля Фредеріка IV (1699–1730) |                 |         |                                           |
| Початок терміну                                 | Кінець терміну  | Портрет | Ім'я (роки життя)                         |
| 26 серпня 1699                                  | 21 липня 1708 † |         | Конрад фон Ревентлов (1644–1708)          |
| 1708                                            | 1721            |         | Кристіан Кристоферсен Сеєстед (1666–1740) |
| 20 червня 1721                                  | 17 жовтня 1730  |         | Ульрік Адольф Голштейн (1664–1737)        |

## Міністри у справах держави (1730–1848)
| за часів правління Кристіана VI (1730–1746), Фредеріка V (1746–1766), Кристіана VII (1766–1808), Фредерік VI (1808–1839), Кристіана VIII (1839–1848) |                  |         |                                               |
| Початок терміну | Кінець терміну   | Портрет | Ім'я (роки життя)                             |
| 17 жовтня 1730 | 12 травня 1735   |         | Івер Розенкранц (1674–1745)                   |
| 12 травня 1735 | 1751             |         | Йоган Людвіг Голштейн-Ледреборг (1694–1763)   |
| 1751 | 13 вересня 1770  |         | Йоган Гартвіг Ернст фон Бернсторф (1712–1772) |
| січень 1772 | 1784             |         | Ове Хьоег-Гульдберг (1731–1808)               |
| 1784 | 21 червня 1797 † |         | Андреас Петер Бернсторф (1735–1797)           |
| 22 червня 1797 | 1810             |         | Кристіан Гюнтер фон Бернсторф (1769–1835)     |
| 1810 | 1814             |         | Фредерік Мольтке (1754–1836)                  |
| 1814 | 1814             |         | Фредерік Юліус Каас (1758–1827)               |
| 1814 | 24 серпня 1818   |         | Йоахім Годске Мольтке (1746–1818)             |
| 1818 | 1824             |         | Ернст Гайнріх фон Шіммельманн (1747–1831)     |
| 1824 | 1842             |         | Отто Йоахім Мольтке (1770–1853)               |
| 1842 | 22 березня 1848  |         | Поуль Кристіан Стеманн (1764–1855)            |

## Прем'єр-міністри (1848–1855)
| Прем'єр-міністри короля Фредеріка VII (1848–1855) |                   |                   |         |                                     |        |                |
| Nº                                                | Початок терміну   | Кінець терміну    | Портрет | Ім'я (роки життя)                   | Партія | Вибори         |
| 1                                                 | 22 березня 1848   | 16 листопада 1848 |         | Адам Вільгельм Мольтке (1785–1864)  | —      | —              |
| 1                                                 | 16 листопада 1848 | 13 липня 1851     | 1849    | Адам Вільгельм Мольтке (1785–1864)  | —      |                |
| 1                                                 | 13 липня 1851     | 18 жовтня 1851    | —       | Адам Вільгельм Мольтке (1785–1864)  | —      |                |
| 1                                                 | 18 жовтня 1851    | 27 січня 1852     | —       | Адам Вільгельм Мольтке (1785–1864)  | —      |                |
| 2                                                 | 27 січня 1852     | 21 квітня 1853    |         | Кристіан Альбрехт Блюме (1794–1866) | Гьойре | 1852 лютий1853 |
| 3                                                 | 21 квітня 1853    | 12 грудня 1854    |         | Андерс Сандьое Ерстед (1778–1860)   | —      | травень1853    |
| 4                                                 | 12 грудня 1854    | 12 жовтня 1855    |         | Петер Георг Банг (1797–1861)        | —      | 1854           |

## Голови ради (1855–1918)
| Голови ради часів правління Фредеріка VII (1855–1863)  |                  |                  |         |                                            |                                           |                                                      |
| Nº                                                     | Початок терміну  | Кінець терміну   | Портрет | Ім'я (роки життя)                          | Партія                                    | Вибори                                               |
| 4                                                      | 12 жовтня 1855   | 18 жовтня 1856   |         | Петер Георг Банг (1797–1861)               | —                                         | —                                                    |
| 5                                                      | 18 жовтня 1856   | 13 травня 1857   |         | Карл Хрістофер Георг Андре (1812–1893)     | —                                         | —                                                    |
| 6                                                      | 13 травня 1857   | 2 грудня 1859    |         | Карл Кристіан Галл (1812–1888)             | Національна ліберальна партія             | —                                                    |
| 7                                                      | 2 грудня 1859    | 8 лютого 1860 †  |         | Карл Едвард Ротвітт (1812–1860)            | Товариство друзів селян                   | —                                                    |
| (6)                                                    | 24 лютого 1860   | 31 грудня 1863   |         | Карл Кристіан Галл (1812–1888)             | Національна ліберальна партія             | 1861                                                 |
| Голови ради часів короля Кристіана IX (1863–1906)      |                  |                  |         |                                            |                                           |                                                      |
| Nº                                                     | Початок терміну  | Кінець терміну   | Портрет | Ім'я (роки життя)                          | Партія                                    | Вибори                                               |
| 8                                                      | 31 грудня 1863   | 11 липня 1864    |         | Дітлев Готард Монрад (1811–1887)           | Національна ліберальна партія             | —                                                    |
| (2)                                                    | 11 липня 1864    | 6 листопада 1865 |         | Кристіан Альбрехт Блюме (1794–1866)        | Гьойре                                    | 1864                                                 |
| 9                                                      | 6 листопада 1865 | 28 травня 1870   |         | Кристіан Еміль Фрійс (1817–1896)           | Національна партія землевласників         | червень1866 жовтень1866 1869                         |
| 10                                                     | 28 травня 1870   | 14 липня 1874    |         | Людвіг Гольштейн-Гольштейнборг (1815–1892) | Центристська партія                       | 1872 1873                                            |
| 11                                                     | 14 липня 1874    | 11 червня 1875   |         | Крістен Андреас Фоннесбек (1817–1880)      | Національна партія землевласників         | —                                                    |
| 12                                                     | 11 червня 1875   | 7 серпня 1894    |         | Якоб Брьоннум Скавеніус Еструп (1825–1913) | Національна партія землевласників; Гьойре | 1876 1879 травень1881 липень1881 1884 1887 1890 1892 |
| 13                                                     | 7 серпня 1894    | 23 травня 1897   |         | Таге Редц-Тотт (1839–1923)                 | Гьойре                                    | 1895                                                 |
| 14                                                     | 23 травня 1897   | 27 квітня 1900   |         | Гуго Егмонт Гьоррінг (1842–1909)           | Гьойре                                    | 1898                                                 |
| 15                                                     | 27 квітня 1900   | 24 липня 1901    |         | Ганнібал Сегестед (1842–1924)              | Гьойре                                    | —                                                    |
| 16                                                     | 24 липня 1901    | 14 січня 1905    |         | Йоган Генрік Донцер (1845–1918)            | Венстре                                   | 1901 1903                                            |
| 17                                                     | 14 січня 1905    | 24 липня 1908    |         | Єнс Кристінсен (1856–1930)                 | Венстре                                   | 1906                                                 |
| 17                                                     | 24 липня 1908    | 12 жовтня 1908   | —       | Єнс Кристінсен (1856–1930)                 | Венстре                                   |                                                      |
| Голови ради часів правління Фредеріка VIII (1906–1912) |                  |                  |         |                                            |                                           |                                                      |
| Nº                                                     | Початок терміну  | Кінець терміну   | Портрет | Ім'я (роки життя)                          | Партія                                    | Вибори                                               |
| 18                                                     | 12 жовтня 1908   | 16 серпня 1909   |         | Нільс Неєргард (1854–1936)                 | Венстре                                   | —                                                    |
| 19                                                     | 16 серпня 1909   | 28 жовтня 1909   |         | Людвіг Гольштейн-Ледреборг (1839–1912)     | Венстре                                   | 1909                                                 |
| 20                                                     | 28 жовтня 1909   | 5 липня 1910     |         | Карл Теодор Зале (1866–1946)               | Радикальна Венстре                        | —                                                    |
| 21                                                     | 5 липня 1910     | 21 червня 1913   |         | Клаус Бернтсен (1844–1927)                 | Венстре                                   | 1910                                                 |
| Голови ради часів правління Кристіана X (1912–1947)    |                  |                  |         |                                            |                                           |                                                      |
| Nº                                                     | Початок терміну  | Кінець терміну   | Портрет | Ім'я (роки життя)                          | Партія                                    | Вибори                                               |
| (20)                                                   | 21 червня 1913   | 20 квітня 1918   |         | Карл Теодор Зале (1866–1946)               | Радикальна Венстре                        | 1913 1915                                            |

## Державні міністри (з 1918)
| Державні міністри часів правління Кристіана X (1912—1947)  |                   |                   |                                                    |                                                    |                                                    |                                                    |                                                    |
| Nº                                                         | Початок терміну   | Кінець терміну    | Портрет                                            | Ім'я (роки життя)                                  | Партія                                             | Вибори                                             |                                                    |
| (20)                                                       | 21 квітня 1918    | 30 березня 1920   |                                                    | Карл Теодор Зале (1866—1946)                       | Радикальна Венстре                                 | 1918                                               |                                                    |
| 22                                                         | 30 березня 1920   | 5 квітня 1920     |                                                    | Отто Лібе (1860—1929)                              | —                                                  | —                                                  |                                                    |
| 23                                                         | 5 квітня 1920     | 5 травня 1920     |                                                    | Міхаель Педерсен Фрііс (1857—1944)                 | —                                                  | —                                                  |                                                    |
| (18)                                                       | 5 травня 1920     | 9 жовтня 1922     |                                                    | Нільс Неєргард (1854—1936)                         | Венстре                                            | квітень1920 липень1920 вересень1920                |                                                    |
| (18)                                                       | 9 жовтня 1922     | 23 квітня 1924    | —                                                  | Нільс Неєргард (1854—1936)                         | Венстре                                            |                                                    |                                                    |
| 24                                                         | 23 квітня 1924    | 14 грудня 1926    |                                                    | Торвальд Стаунінг (1873—1942)                      | Соціал-демократи                                   | 1924                                               |                                                    |
| 25                                                         | 14 грудня 1926    | 30 квітня 1929    |                                                    | Томас Мадсен-Мигдал (1876—1943)                    | Венстре                                            | 1926                                               |                                                    |
| (24)                                                       | 30 квітня 1929    | 4 листопада 1935  |                                                    | Торвальд Стаунінг (1873—1942)                      | Соціал-демократи                                   | 1929 1932                                          |                                                    |
| (24)                                                       | 4 листопада 1935  | 15 вересня 1939   | 1935                                               | Торвальд Стаунінг (1873—1942)                      | Соціал-демократи                                   |                                                    |                                                    |
| (24)                                                       | 15 вересня 1939   | 10 квітня 1940    | 1939                                               | Торвальд Стаунінг (1873—1942)                      | Соціал-демократи                                   |                                                    |                                                    |
| (24)                                                       | 10 квітня 1940    | 8 липня 1940      | —                                                  | Торвальд Стаунінг (1873—1942)                      | Соціал-демократи                                   |                                                    |                                                    |
| (24)                                                       | 8 липня 1940      | 3 травня 1942 †   | —                                                  | Торвальд Стаунінг (1873—1942)                      | Соціал-демократи                                   |                                                    |                                                    |
| 26                                                         | 4 травня 1942     | 9 листопада 1942  |                                                    | Вільгельм Бюл (1881—1954)                          | Соціал-демократи                                   | —                                                  |                                                    |
| 27                                                         | 9 листопада 1942  | 29 серпня 1943    |                                                    | Ерік Скавеніус (1877—1962)                         | —                                                  | 1943                                               |                                                    |
|                                                            | 29 серпня 1943    | 5 травня 1945     | Обов'язки глави уряду виконував постійний секретар | Обов'язки глави уряду виконував постійний секретар | Обов'язки глави уряду виконував постійний секретар | Обов'язки глави уряду виконував постійний секретар | Обов'язки глави уряду виконував постійний секретар |
| (26)                                                       | 5 травня 1945     | 7 листопада 1945  |                                                    | Вільгельм Бюл (1881—1954)                          | Соціал-демократи                                   | —                                                  |                                                    |
| 28                                                         | 7 листопада 1945  | 13 листопада 1947 |                                                    | Кнуд Крістенсен (1880—1962)                        | Венстре                                            | 1945                                               |                                                    |
| Державні міністри часів правління Фредеріка IX (1947—1972) |                   |                   |                                                    |                                                    |                                                    |                                                    |                                                    |
| Nº                                                         | Початок терміну   | Кінець терміну    | Портрет                                            | Ім'я (роки життя)                                  | Партія                                             | Вибори                                             |                                                    |
| 29                                                         | 13 листопада 1947 | 30 жовтня 1950    |                                                    | Ганс Гедтофт (1903—1955)                           | Соціал-демократи                                   | 1947                                               |                                                    |
| 30                                                         | 30 жовтня 1950    | 30 вересня 1953   |                                                    | Ерік Еріксен (1902—1972)                           | Венстре                                            | 1950 квітень1953                                   |                                                    |
| (29)                                                       | 30 вересня 1953   | 29 січня 1955 †   |                                                    | Ганс Гедтофт (1903—1955)                           | Соціал-демократи                                   | вересень1953                                       |                                                    |
| 31                                                         | 1 лютого 1955     | 28 травня 1957    |                                                    | Ганс Кристіан Гансен (1906—1960)                   | Соціал-демократи                                   | —                                                  |                                                    |
| 31                                                         | 28 травня 1957    | 19 лютого 1960 †  | 1957                                               | Ганс Кристіан Гансен (1906—1960)                   | Соціал-демократи                                   |                                                    |                                                    |
| 32                                                         | 21 лютого 1960    | 18 листопада 1960 |                                                    | Вігго Кампманн (1910—1976)                         | Соціал-демократи                                   | —                                                  |                                                    |
| 32                                                         | 18 листопада 1960 | 3 вересня 1962    | 1960                                               | Вігго Кампманн (1910—1976)                         | Соціал-демократи                                   |                                                    |                                                    |
| 33                                                         | 3 вересня 1962    | 29 вересня 1964   |                                                    | Єнс Отто Краг (1914—1978)                          | Соціал-демократи                                   | —                                                  |                                                    |
| 33                                                         | 29 вересня 1964   | 2 лютого 1968     | 1964                                               | Єнс Отто Краг (1914—1978)                          | Соціал-демократи                                   |                                                    |                                                    |
| 34                                                         | 2 лютого 1968     | 11 жовтня 1971    |                                                    | Гілмар Баунсгаард (1920—1989)                      | Радикальна Венстре                                 | 1968                                               |                                                    |
| (33)                                                       | 11 жовтня 1971    | 5 жовтня 1972     |                                                    | Єнс Отто Краг (1914—1978)                          | Соціал-демократи                                   | 1971                                               |                                                    |
| Державні міністри королеви Маргрете II (1972 — дотепер)    |                   |                   |                                                    |                                                    |                                                    |                                                    |                                                    |
| Nº                                                         | Початок терміну   | Кінець терміну    | Портрет                                            | Ім'я (роки життя)                                  | Партія                                             | Вибори                                             |                                                    |
| 35                                                         | 5 жовтня 1972     | 19 грудня 1973    |                                                    | Анкер Йоргенсен (1922—2016)                        | Соціал-демократи                                   | —                                                  |                                                    |
| 36                                                         | 19 грудня 1973    | 13 лютого 1975    |                                                    | Поуль Гартлінг (1914—2000)                         | Венстре                                            | 1973                                               |                                                    |
| (35)                                                       | 13 лютого 1975    | 30 серпня 1978    |                                                    | Анкер Йоргенсен (1922—2016)                        | Соціал-демократи                                   | 1975                                               |                                                    |
| (35)                                                       | 30 серпня 1978    | 26 жовтня 1979    | 1977                                               | Анкер Йоргенсен (1922—2016)                        | Соціал-демократи                                   |                                                    |                                                    |
| (35)                                                       | 26 жовтня 1979    | 30 грудня 1981    | 1979                                               | Анкер Йоргенсен (1922—2016)                        | Соціал-демократи                                   |                                                    |                                                    |
| (35)                                                       | 30 грудня 1981    | 10 вересня 1982   | 1981                                               | Анкер Йоргенсен (1922—2016)                        | Соціал-демократи                                   |                                                    |                                                    |
| 37                                                         | 10 вересня 1982   | 10 вересня 1987   |                                                    | Поуль Шльотер (1929—2021)                          | Консервативна партія                               | 1984                                               |                                                    |
| 37                                                         | 10 вересня 1987   | 3 червня 1988     | 1987                                               | Поуль Шльотер (1929—2021)                          | Консервативна партія                               |                                                    |                                                    |
| 37                                                         | 3 червня 1988     | 18 грудня 1990    | 1988                                               | Поуль Шльотер (1929—2021)                          | Консервативна партія                               |                                                    |                                                    |
| 37                                                         | 18 грудня 1990    | 25 січня 1993     | 1990                                               | Поуль Шльотер (1929—2021)                          | Консервативна партія                               |                                                    |                                                    |
| 38                                                         | 25 січня 1993     | 27 вересня 1994   |                                                    | Поуль Нюруп Расмуссен (1943-)                      | Соціал-демократи                                   | —                                                  |                                                    |
| 38                                                         | 27 вересня 1994   | 30 грудня 1996    | 1994                                               | Поуль Нюруп Расмуссен (1943-)                      | Соціал-демократи                                   |                                                    |                                                    |
| 38                                                         | 30 грудня 1996    | 23 березня 1998   | —                                                  | Поуль Нюруп Расмуссен (1943-)                      | Соціал-демократи                                   |                                                    |                                                    |
| 38                                                         | 23 березня 1998   | 27 листопада 2001 | 1998                                               | Поуль Нюруп Расмуссен (1943-)                      | Соціал-демократи                                   |                                                    |                                                    |
| 39                                                         | 27 листопада 2001 | 18 лютого 2005    |                                                    | Андерс Фог Расмуссен (1953-)                       | Венстре                                            | 2001                                               |                                                    |
| 39                                                         | 18 лютого 2005    | 23 листопада 2007 | 2005                                               | Андерс Фог Расмуссен (1953-)                       | Венстре                                            |                                                    |                                                    |
| 39                                                         | 23 листопада 2007 | 5 квітня 2009     | 2007                                               | Андерс Фог Расмуссен (1953-)                       | Венстре                                            |                                                    |                                                    |
| 40                                                         | 5 квітня 2009     | 3 жовтня 2011     |                                                    | Ларс Люкке Расмуссен (1964-)                       | Венстре                                            | —                                                  |                                                    |
| 41                                                         | 3 жовтня 2011     | 3 лютого 2014     |                                                    | Гелле Торнінг-Шмідт (1966-)                        | Соціал-демократи                                   | 2011                                               |                                                    |
| 41                                                         | 3 лютого 2014     | 28 червня 2015    | —                                                  | Гелле Торнінг-Шмідт (1966-)                        | Соціал-демократи                                   |                                                    |                                                    |
| 42                                                         | 28 червня 2015    | 27 червня 2019    |                                                    | Ларс Люкке Расмуссен (1964-)                       | Венстре                                            | 2015                                               |                                                    |
| 43                                                         | 27 червня 2019    | чинна             |                                                    | Метте Фредріксен (1977-)                           | Соціал-демократи                                   | 2019                                               |                                                    |